# Český úřad pro tisk a informace
Český úřad pro tisk a informace (ČÚTI, do roku 1969 Úřad pro tisk a informace, ÚTI) byl orgán státní správy v Československu v letech 1968–1990. Jeho úkolem bylo řídit, kontrolovat, koordinovat a hodnotit veškerou činnost tisku, rozhlasu a televize podle požadavků vládnoucího politického režimu, v jehož čele stála Komunistická strana Československa. Působil na území Česka, na Slovensku byl zřízen Slovenský úřad pro tisk a informace (slovensky Slovenský úrad pre tlač a informácie, SÚTI).

## Před přijetím zákona
Úřad pro tisk a informace (ÚTI) byl zřízen rozhodnutím vlády dne 30. srpna 1968 – po Invazi vojsk Varšavské smlouvy do Československa. Měl rychle posloužit k umlčení médií, což byl jeden z hlavních požadavků „moskevského protokolu“ podepsaného dne 27. srpna 1968 v Moskvě. První pokyny vydal ÚTI dne 3. září 1968; jednalo se o zákaz psát o invazi a kritizovat okupační mocnosti. Takto byla znovu obnovena cenzura. Ředitele ÚTI jmenovala vláda, ale do této funkce se nikdo nehrnul – nakonec se jím stal Josef Vohnout, který působil několik let na ÚV KSČ jako zástupce vedoucího tiskového odboru.
Navíc dne 12. září 1968 vláda zřídila „Vládní výbor pro tisk a informace“ (VVTI), ten měl řídit státní média a koordinovat tiskovou politiku. V čele tohoto výboru stál místopředseda vlády Peter Colotka.

## Zákon č. 127/1968 Sb.
O den později, 13. září 1968, přijalo Národní shromáždění ČSSR zákon č. 127/1968 Sb. o některých přechodných opatřeních v oblasti tisku a ostatních hromadných informačních prostředků. Konečné znění tohoto zákona bylo represivnější než původní vládní návrh; konečné znění připravil předseda Národního shromáždění Josef Smrkovský s čelnými zástupci novinářů. Zákon č. 127/1968 upřesnil postavení ÚTI jako orgánu státní správy a vymezil sankce za „zneužívání svobody slova“. (Tento zákon byl zrušen 29. 3. 1990.)

## Normalizace
Po federalizaci Československa, ve druhé vládě Oldřicha Černíka, vystřídal P. Colotku ve „Vládním výboru pro tisk a informace“ normalizační politik Jaroslav Havelka. Nově se konstituoval „Federální výbor pro tisk a informace“ (FVTI). Na počátku roku 1969 již bylo již zjevné, že výsady novinářů a reportérů prosazené v období období pražského jara jsou na ústupu a budou okleštěny, ačkoliv omezování svobody tisku se mnozí publicisté snažili brzdit. Josefa Vohnouta nahradil k 1. dubnu 1969 Josef Havlín, ale už 1. září 1669 jej na pozici ředitele ČÚTI vystřídal Vlastimil Neubauer.
Protože ÚTI neplnil očekávání vedení KSČ, k rozbití neochoty novinářů pro přijetí jejich nové společenské role posloužilo v květnu 1969 prohlášení „Slovo do vlastních řad“. Teprve masivní personální čistky, strach, vyřazování publikací z knihovních fondů a osudy zmizelých knih dodaly této cenzorské instituci respekt.
V době normalizace byly předmětem kontroly kromě knih a denního tisku i mapy, obecní kroniky, notové záznamy, dopisy… Poštovní zásilky z „kapitalistické ciziny“ byly kontrolovány na zvláštní (celní) poště „Praha 120“ na pražském Senovážném náměstí.